# Guatlla maresa eurasiàtica
La guatlla maresa o rei de guàtleres a les Balears (Crex crex) és una espècie d'ocell de la família dels ràl·lids (Rallidae). Cria en hàbitats de praderia o terres de conreu, al contrari que la major part de les espècies de la seva família, que ho fan en aiguamolls i zones humides en general.

## Morfologia

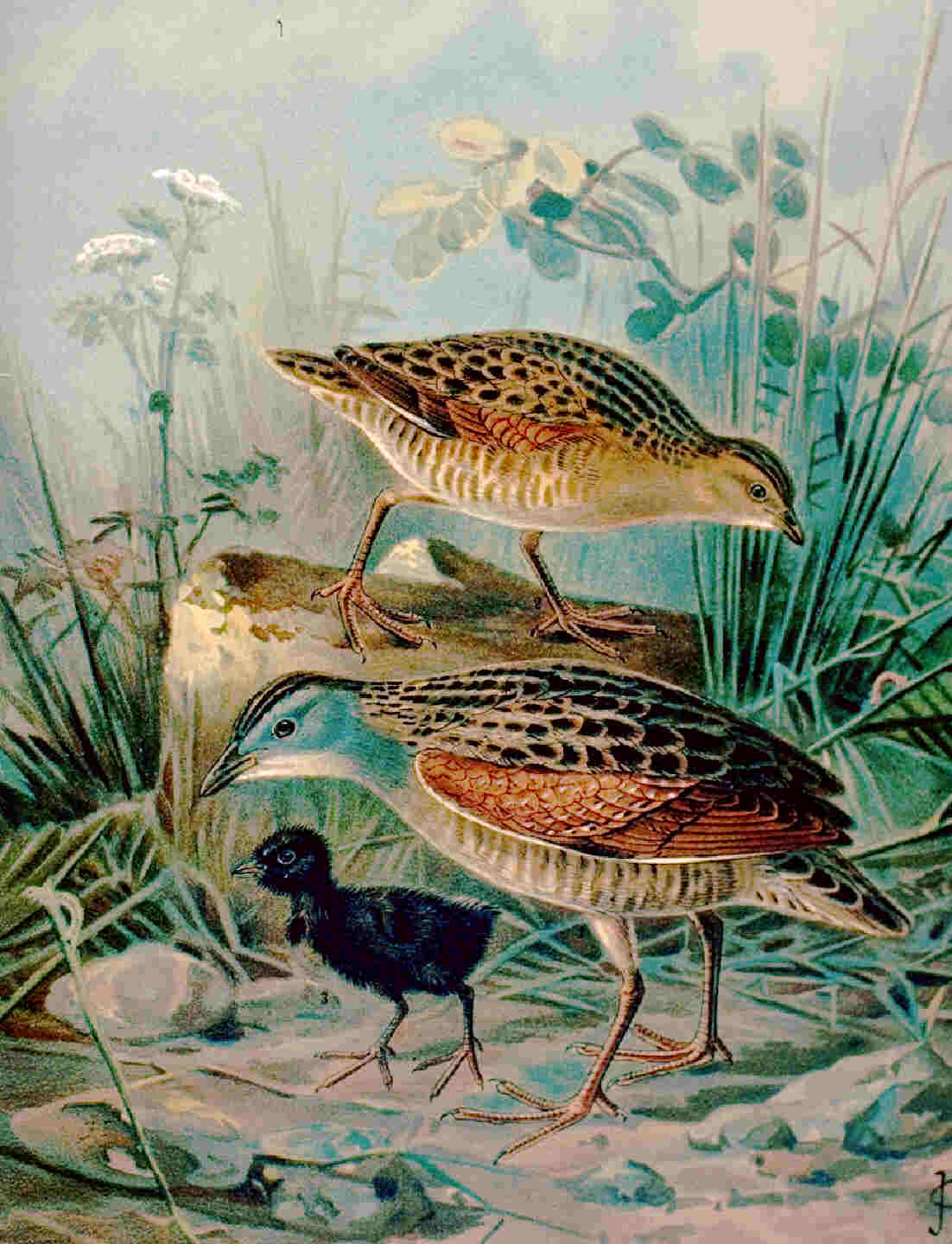
Dos adults i un pollet

- Una mica major que una guatlla, fa 22 – 25 cm de llargària, 46 – 53 cm d'envergadura, amb un pes de 125 – 210 g.[2]
- Plomatge bàsicament marró, finament tacat de negre per les parts superiors. Per sota és més clar. Ales vermelloses.[3]
- Bec curt de color groc, i potes llargues i amb grans dits, que pengen quan l'ocell vola.
- En època de reproducció el coll i les galtes del mascle esdevenen gris o blavenc.
- Joves similars als adults i els pollets del típic negre vellut dels ràl·lids.

## Hàbitat i distribució
Habiten zones de praderia i cultius herbacis. Grans migradors, crien per gran part d'Europa, i Àsia occidental fins a Sibèria Occidental. Migren cap a Àfrica principalment a través d'Egipte, però també per l'estret de Gibraltar fins a la zona d'hibernada, a Àfrica sud-Oriental, des de Ruanda, est de Zaire i sud de Tanzània, fins a l'est de Sud-àfrica.
Als Països Catalans es considera una raresa, si bé poden ser observats ocasionalment durant les migracions.

## Alimentació
Dieta mixta, a base d'insectes, cucs, mol·luscs però també de llavors i brots.

## Reproducció
El mascle tria un territori que defèn d'altres competidors. Entre maig i juliol la femella pon 8 - 11 ous clars, molt tacats de marró o gris. Els ous són covats 15 – 20 dies. Els pollets són molt nidífugs i als 35 dies ja poden volar.

## Estatus
Si bé a nivell mundial no sembla perillar l'espècie, als Països Catalans ha passat de ser una espècie relativament coneguda a una raresa.